# Reino Antártico
O Reino Antártico é um dos oito reinos biogeográficos terrestres. O ecossistema inclui a Antártida e vários grupos de ilhas nos oceanos Atlântico sul e Índico. O continente da Antártida é tão frio e seco que sustenta apenas duas plantas vasculares há milhões de anos, e a sua flora consiste atualmente em cerca de 250 líquenes, 100 musgos, 25-30 hepáticas e cerca de 700 espécies de algas terrestres e aquáticas, que vivem nas áreas de rocha exposta e solo ao redor da costa do continente. As duas espécies de plantas com flores da Antártida, a Deschampsia antarctica e a Colobanthus quitensis, são encontradas nas partes norte e oeste da Península Antártica. A Antártida também é lar de uma diversidade de vida animal, incluindo pinguins, focas e baleias.
Em 20 de agosto de 2014, os cientistas confirmaram a existência de microrganismos vivendo a 800 metros abaixo do gelo da Antártida.

## Ecorregiões
Quatro ecorregiões da tundra são reconhecidas:
| Tundra antártica                          | Tundra antártica                                                                                 |
| ----------------------------------------- | ------------------------------------------------------------------------------------------------ |
| Tundra antártica Marielandia              | Península Antártica                                                                              |
| Tundra do deserto da Antártica Maudlandia | Antártica Oriental                                                                               |
| Tundra das Ilhas do Mar de Scotia         | Ilhas Geórgia do Sul e Sandwich do Sul, Ilhas Órcades do Sul, Ilhas Shetland do Sul, Ilha Bouvet |
| Tundra das Ilhas do Oceano Índico Sul     | Ilhas Crozet, Ilhas Príncipe Eduardo, Ilha Heard, Ilhas Kerguelen, Ilhas McDonald                |